# Gonza le lancier
Pour plus de détails, voir Fiche technique et Distribution.
Gonza le lancier (鑓の権三, Yari no Gonza) est un film japonais réalisé par Masahiro Shinoda, sorti en 1986.

## Synopsis
À l'époque d'Edo, Gonza défie Bannojo pour le droit d'officier une cérémonie du thé importante pour le seigneur du clan. Pour pouvoir lire les parchemins sacrés qui décrivent la cérémonie, il promet de sa marier avec la fille de la famille qui les possède alors qu'il est déjà fiancé. Alors qu'il étudie les parchemins avec Osai, la mère de famille, Bannajo vole leurs obis pour les accuser d'adultère.

## Fiche technique
- Titre : Gonza le lancier
- Titre original : 鑓の権三 (Yari no Gonza?)
- Réalisation : Masahiro Shinoda
- Scénario : Taeko Tomioka d'après la pièce de théâtre de Chikamatsu Monzaemon
- Musique : Tōru Takemitsu
- Photographie : Kazuo Miyagawa
- Décors : Kiyoshi Awazu et Yoshinobu Nishioka (ja)
- Montage : Sachiko Yamaji
- Éclairages : Takeji Sano (ja)
- Son : Shōtarō Yoshida (ja)
- Production : Masayuki Motomochi
- Société de production : Hyōgen-sha et Shōchiku
- Pays d'origine :  Japon
- Langue originale : japonais
- Genres : drame, jidai-geki
- Durée : 126 minutes
- Dates de sortie : 
  - Japon : 15 janvier 1986[1]

## Distribution
- Hiromi Gō : Gonza Sasano
- Shima Iwashita : Osai
- Shōhei Hino : Bannojo
- Misako Tanaka : Oyuki
- Haruko Katō : la gouvernante d'Oyuki
- Hideji Ōtaki : Iwaki
- Kuniko Miyake : la femme d'Iwaki
- Chōichirō Kawarasaki : Jinbei
- Naoto Takenaka : Fumiemon
- Jun Hamamura
- Shōichi Ozawa
- Kaori Mizushima : Okiku
- Takashi Tsumura

## Distinctions
Le film a été présenté en sélection officielle en compétition lors de Berlinale 1986, il y reçoit l'Ours d'argent de la meilleure contribution artistique.
Il est également nommé dans six catégories lors des Japan Academy Prize de 1987 sans remporter de trophée : les prix de la meilleure actrice pour Shima Iwashita, de la meilleure photographie pour Kazuo Miyagawa, des meilleurs éclairages pour Takeji Sano (ja), des meilleurs décors pour Kiyoshi Awazu et Yoshinobu Nishioka (ja), de la meilleure musique de film pour Tōru Takemitsu et du meilleur son pour Shōtarō Yoshida (ja).